# You Make Me Feel Like It's Halloween
"You Make Me Feel Like It's Halloween" é uma canção da banda de rock inglesa Muse, lançada como a sexta faixa do nono álbum de estúdio da banda, Will of the People. Também foi lançada como single independente junto com um videoclipe. A música tem um tema de terror, com um videoclipe fazendo referência a mídias populares de terror, como IT e The Shining.

## Videoclipe
O videoclipe, dirigido por Tom Teller, apresenta um grupo de figuras mascaradas entrando sorrateiramente em uma casa e descobrindo que ela é mal-assombrada. O vídeo apresenta muitas referências à mídia de terror, como IT, Sexta-Feira 13, Poltergeist, The Shining, e uma homenagem à máscara Slipknot de Corey Taylor, que foi uma influência no novo álbum. Os membros da banda Matt Bellamy, Chris Wolstenholme e Dominic Howard aparecem como pinturas emolduradas ao fundo.

## Composição
A faixa foi descrita como electro-rock, dance-rock, rock alternativo, tech-rock, space rock, e pop. O trabalho do sintetizador no álbum foi descrito como "sinistro" e ao estilo de John Carpenter. A faixa também experimenta "distorção assustadora e desvairada", e apresenta órgãos por toda parte. Em termos de letra, a música é sobre “a claustrofobia de um relacionamento abusivo”.

## Créditos
Muse
- Matthew Bellamy – vocais, guitarra, piano, teclados
- Dominic Howard – bateria, percussão
- Chris Wolstenholme – baixo

Equipe técnica
- Matt Bellamy – produção, engenharia
- Dominic Howard – produção, engenharia
- Chris Wolstenholme – produção, engenharia
- Serban Ghenea – engenheiro de mixagem
- Bryce Bordone – engenheiro de mixagem
- Chris Gehringer – masterização
- Andy Maxwell – assistente de estúdio (Abbey Road)
- Tommy Bosustow – corredor de estúdio (Abbey Road)
- Chris Whitemyer – assistente técnico
- Paul Warren – assistente técnico

## Paradas
| Parada (2022)                           | Posição alcançada |
| --------------------------------------- | ----------------- |
| UK Singles Sales (OCC)                  | 3                 |
| Estados Unidos (Billboard Rock Airplay) | 41                |